# أيج أوف إمبايرز 3: ذا وور شيفز
عصر الإمبراطوريات 3: زعماء الحرب (بالإنجليزية: Age of Empires III: The WarChiefs) هي حزمة التطوير الرسمية الأولى للعبة استراتيجية الوقت الحقيقي Age of Empires III. تم الإعلان عنها من طرف Ensemble Studios وMicrosoft Game Studios في 7 مارس، 2006. اللعبة أصبحت ذهبية في 19 سبتمبر، 2006. النسخة التجريبية تم إطلاقها في 4 أكتوبر، 2006. اللعبة الكاملة تم إطلاقها في 17 أكتوبر 2006 في الولايات المتحدة. الآن هي متبوعة بحزمة تطوير جديدة تسمى Age of Empires III: The Asian Dynasties.